# 馬里昂縣湖
馬里昂縣湖（英語：Marion County Lake）是位於美國堪薩斯州馬里昂縣的一個非建制地區。

## 地理
馬里昂縣湖所處的海拔為高於海平面407米（即1335英呎），而該地所採用的時區為UTC-6，即北美中部時區（CST）。同時該地設有夏令時間，為UTC-6調快一小時，即UTC-5（CDT）。